# Тёттхен
Тёттхен (нем. Töttchen) — типичное блюдо вестфальской кухни родом из Мюнстерланда. Кисло-сладкое рагу из телячьей головы и субпродуктов, оно ранее считалось бедняцкой едой. В Мюнстерланде проводится фестиваль тёттхена.
Тёттхен готовили из телячьей головы с бычьим лёгким, сердцем с добавлением репчатого лука и уксуса. Тёттхен в несколько изменённом варианте с телятиной и телячьим языком часто присутствует в меню многих ресторанов в Мюнстерланде. Обычно тёттхен подают к пиву с чёрным хлебом, отварным картофелем с петрушкой.